# Accidente ferroviario de Brétigny-sur-Orge
El accidente ferroviario de Brétigny-sur-Orge se produjo en la estación de Brétigny, en la localidad homónima, en el departamento de Essonne, al sur de París, el 12 de julio de 2013. En el accidente fallecieron seis personas, hubo doce heridos, entre ellos nueve en estado grave.

## Sucesión de los hechos
El tren regional, un Intercités, descarriló cuatro de los siete convoyes cuando realizaba el trayecto entre París y Limoges. En los vagones llevaba a bordo a 350 personas y se dirigía a Limoges. Las causas del accidente obligaron a suspender el tráfico en la estación Brétigny-sur-Orge y en la Línea RER C de la Red Ferroviaria Exprés Regional de París. Tras el suceso, ocurrido a las 17:15, la empresa de ferrocarriles SNCF estableció una unidad de crisis.

## Galería de fotos

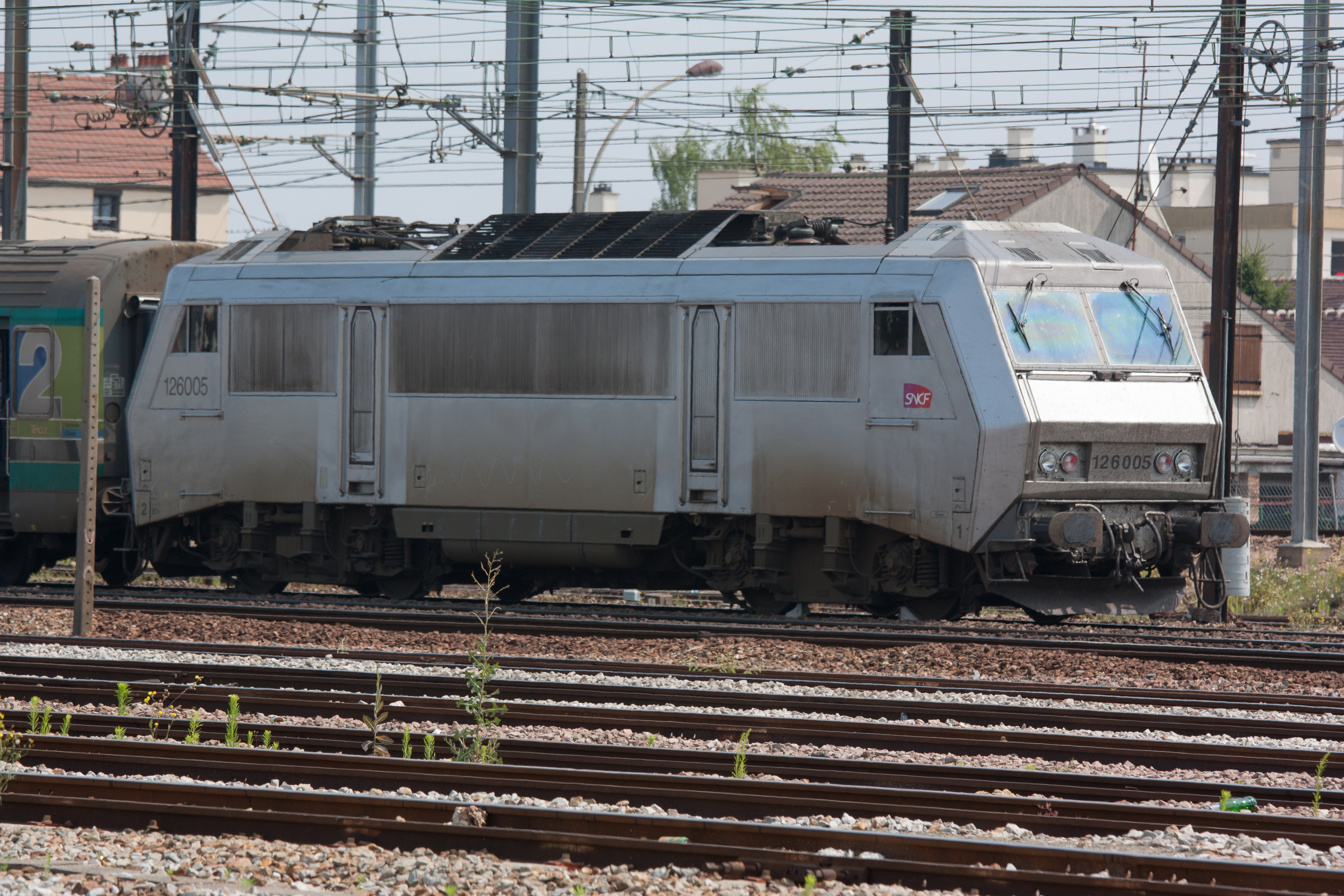
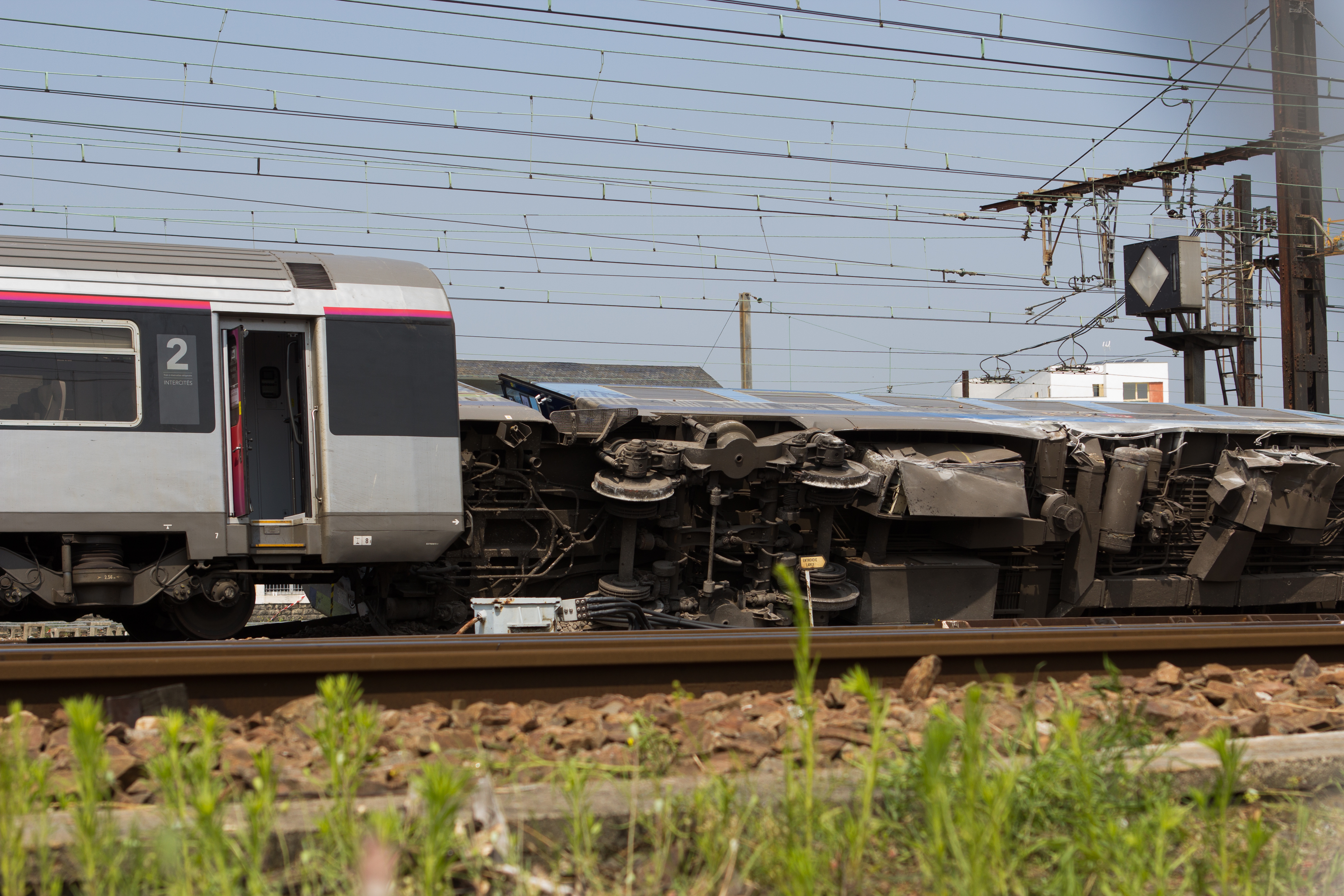
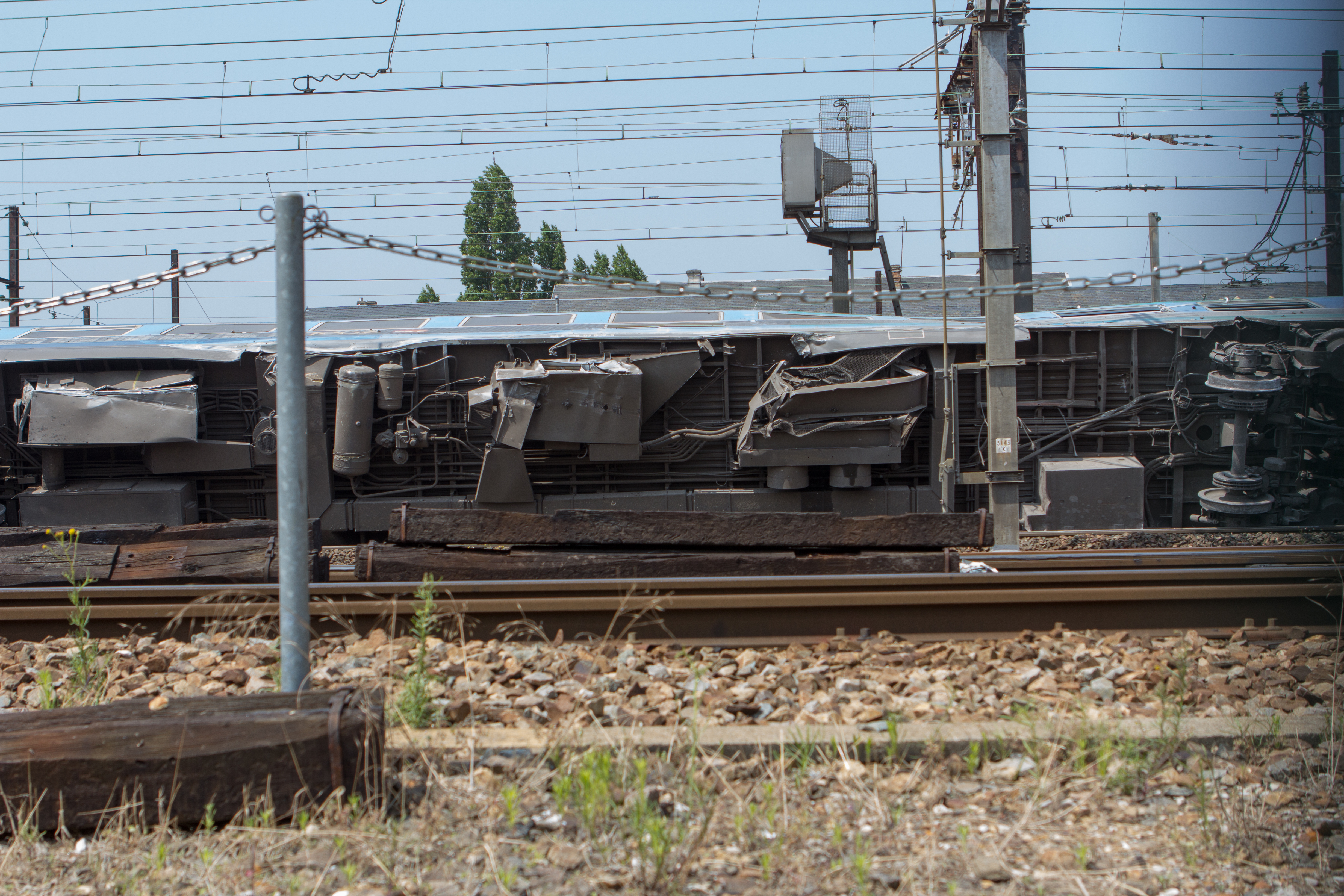
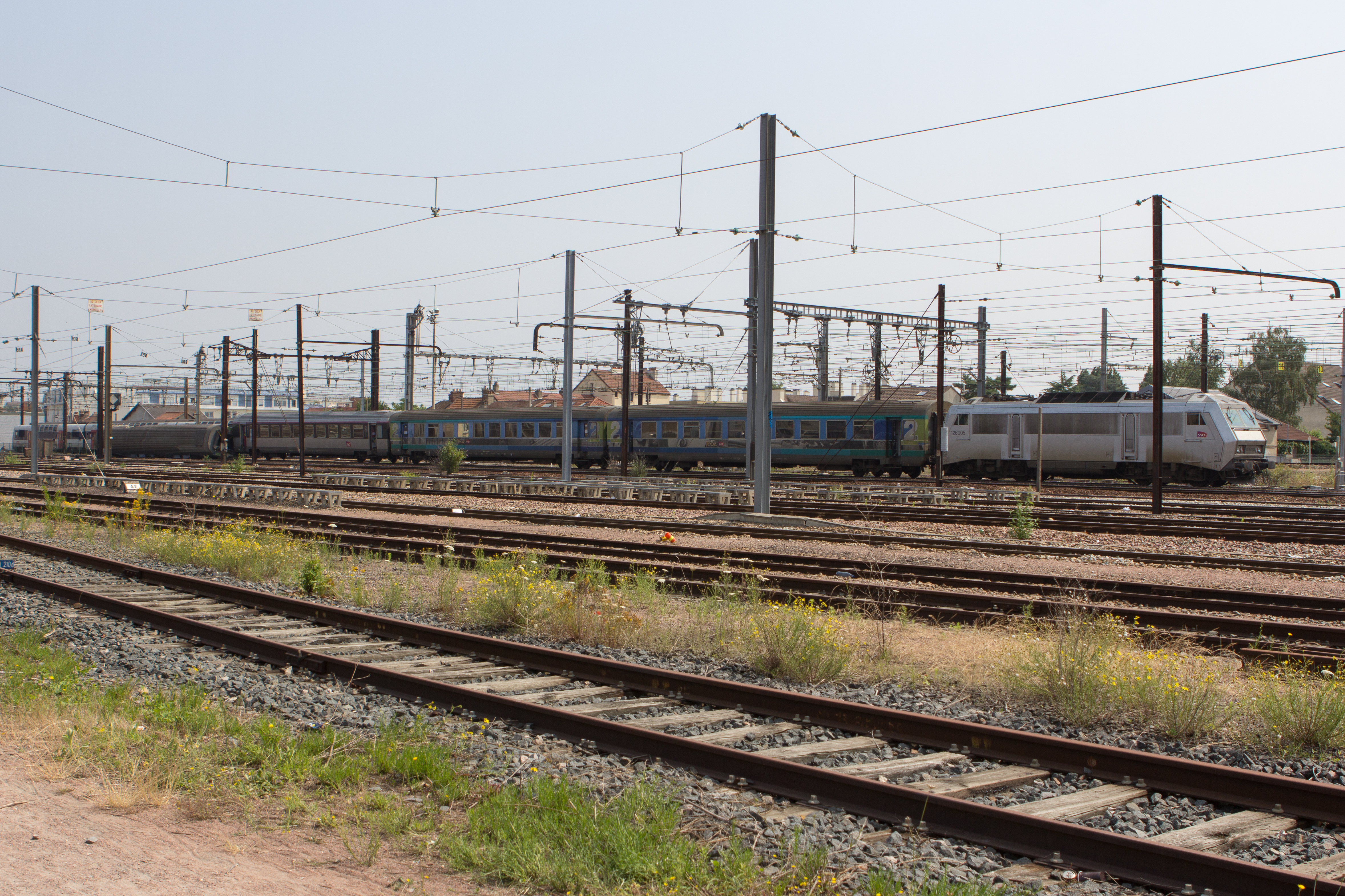
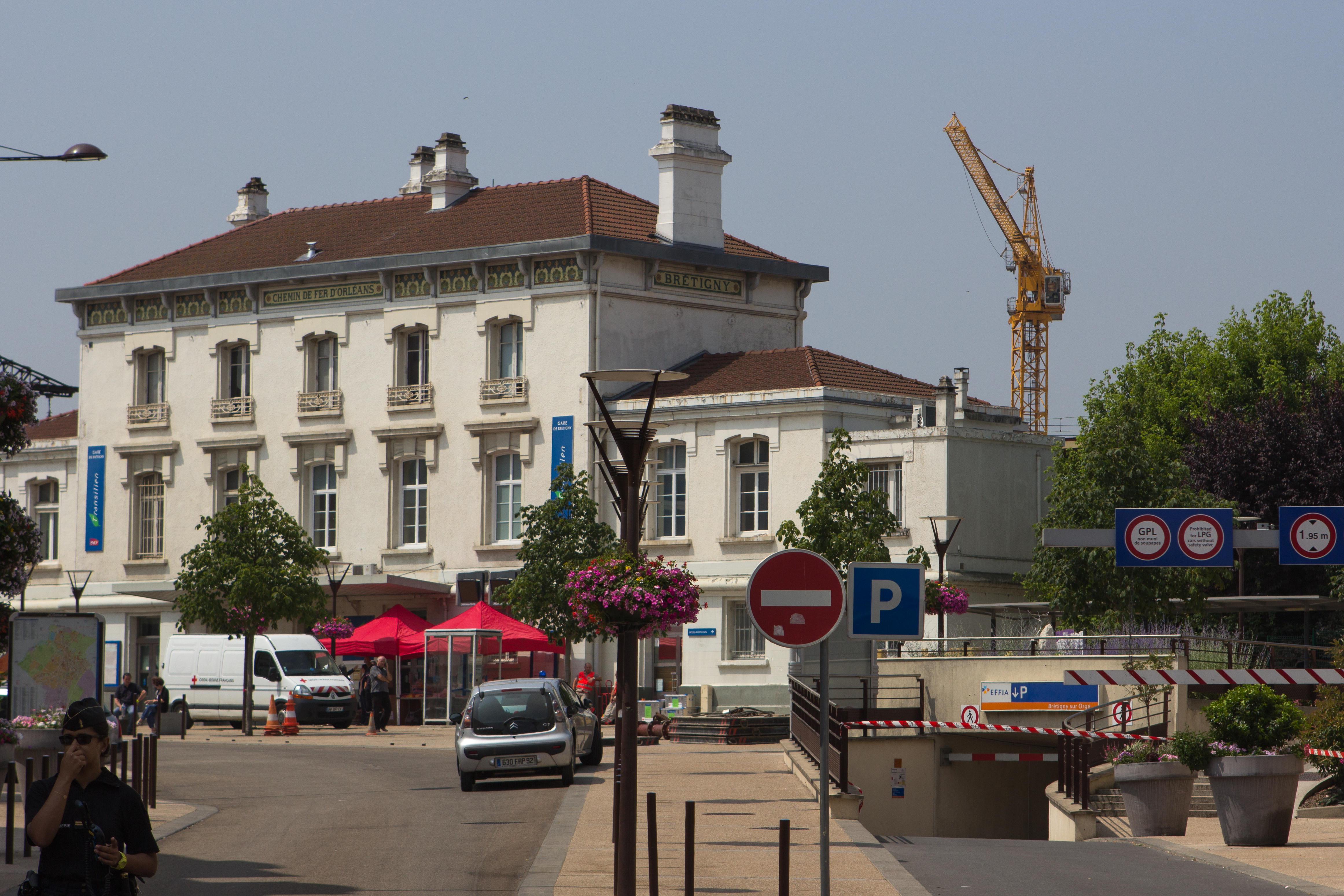
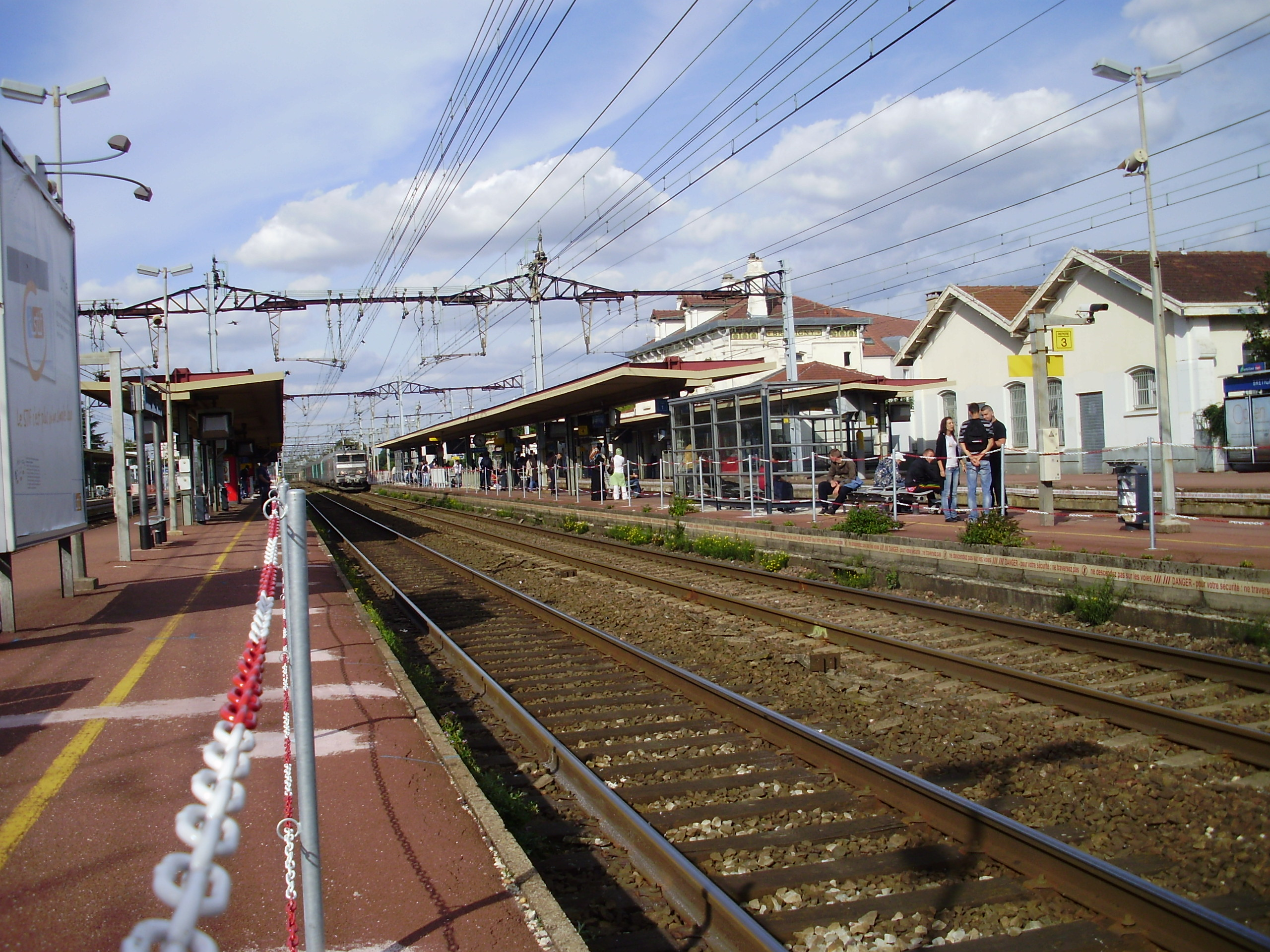